# Вуглегірська міська територіальна громада
Вуглегірська міська громада — номінально утворена територіальна громада в Україні, у Горлівському районі Донецької області. Адміністративний центр — місто Вуглегірськ.
Територія утвореної територіальної громади є тимчасово окупованою.
Утворена розпорядженням Кабінету Міністрів України від 12 червня 2020 р. № 710-р.

## Населені пункти територіальної громади
До складу громади входять 16 населених пунктів: місто Вуглегірськ, 14 селищ (Булавине, Булавинське, Грозне, Данилове, Іллінка, Кам'янка, Каютине, Олександрівське, Оленівка, Ольховатка, Прибережне, Рідкодуб, Савелівка, Ступакове) та село Весела Долина.